# Bezirk Aigle
Der Bezirk Aigle (französisch District d’Aigle) ist eine Verwaltungseinheit im Kanton Waadt in der Schweiz. Er ist als Bezirk des Kantons Waadt nach 1798 aus dem bernischen Amt Aigle entstanden.

## Politische Gemeinden
Seit dem 1. Januar 2008 besteht der Bezirk Aigle aus folgenden 15 Gemeinden:
| Wappen         | Name der Gemeinde | Einwohner (31. Dezember 2023) | Fläche in km² | Einw. pro km² |
| -------------- | ----------------- | ----------------------------- | ------------- | ------------- |
| Aigle          | Aigle             | 11'412                        | 16,41         | 695           |
| Bex            | Bex               | 8'567                         | 96,56         | 89            |
| Chessel        | Chessel           | 521                           | 3,56          | 146           |
| Corbeyrier     | Corbeyrier        | 464                           | 22,00         | 21            |
| Gryon          | Gryon             | 1'508                         | 15,22         | 99            |
| Lavey-Morcles  | Lavey-Morcles     | 1'022                         | 14,20         | 72            |
| Leysin         | Leysin            | 3'715                         | 18,57         | 200           |
| Noville        | Noville           | 1'180                         | 10,37         | 114           |
| Ollon          | Ollon             | 8'159                         | 59,56         | 137           |
| Ormont-Dessous | Ormont-Dessous    | 1'213                         | 64,11         | 19            |
| Ormont-Dessus  | Ormont-Dessus     | 1'423                         | 61,61         | 23            |
| Rennaz         | Rennaz            | 931                           | 2,19          | 425           |
| Roche          | Roche (VD)        | 1'949                         | 6,45          | 302           |
| Villeneuve     | Villeneuve (VD)   | 6'052                         | 31,98         | 189           |
| Yvorne         | Yvorne            | 1'105                         | 12,20         | 91            |
| Total (15)     | Total (15)        | 49'221                        | 434,99        | 113           |

## Geschichte
Bis zum 31. August 2006 war der Bezirk in die Kreise (französisch cercles) Aigle, Bex, Ollon, Les Ormonts und Villeneuve aufgeteilt:
| Name der Gemeinde | Einwohner (31. Dez. 2006) | Fläche in km² | Einw. pro km² | Kreis (Cercle) |
| ----------------- | ------------------------- | ------------- | ------------- | -------------- |
| Aigle             | 8'154                     | 16,36         | 498           | Aigle          |
| Corbeyrier        | 367                       | 22,00         | 17            | Aigle          |
| Leysin            | 3'475                     | 18,53         | 188           | Aigle          |
| Yvorne            | 906                       | 12,19         | 74            | Aigle          |
| Bex               | 5'972                     | 96,60         | 62            | Bex            |
| Gryon             | 1'143                     | 15,15         | 75            | Bex            |
| Lavey-Morcles     | 799                       | 14,18         | 56            | Bex            |
| Ormont-Dessous    | 1'027                     | 64,09         | 16            | Les Ormonts    |
| Ormont-Dessus     | 1'440                     | 61,53         | 23            | Les Ormonts    |
| Ollon             | 6'647                     | 59,59         | 112           | Ollon          |
| Chessel           | 342                       | 3,57          | 96            | Villeneuve     |
| Noville           | 682                       | 10,32         | 66            | Villeneuve     |
| Rennaz            | 587                       | 2,21          | 266           | Villeneuve     |
| Roche             | 897                       | 6,45          | 139           | Villeneuve     |
| Villeneuve        | 4'382                     | 32,08         | 137           | Villeneuve     |
| Bezirk Aigle (15) | 36'820                    | 434,85        | 85            | (5)            |

## Veränderungen im Gemeindebestand

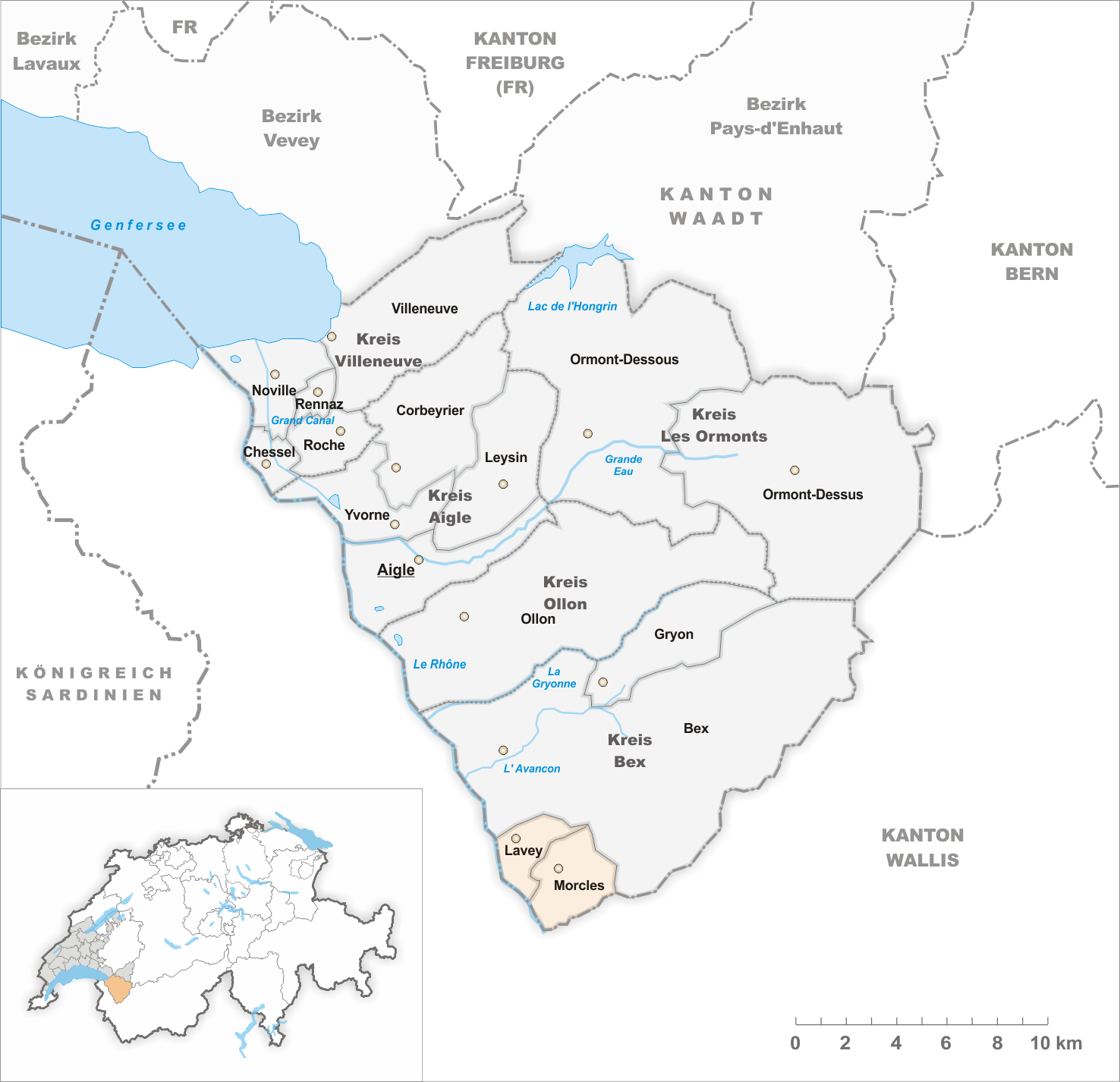
Gemeinden bis 1851
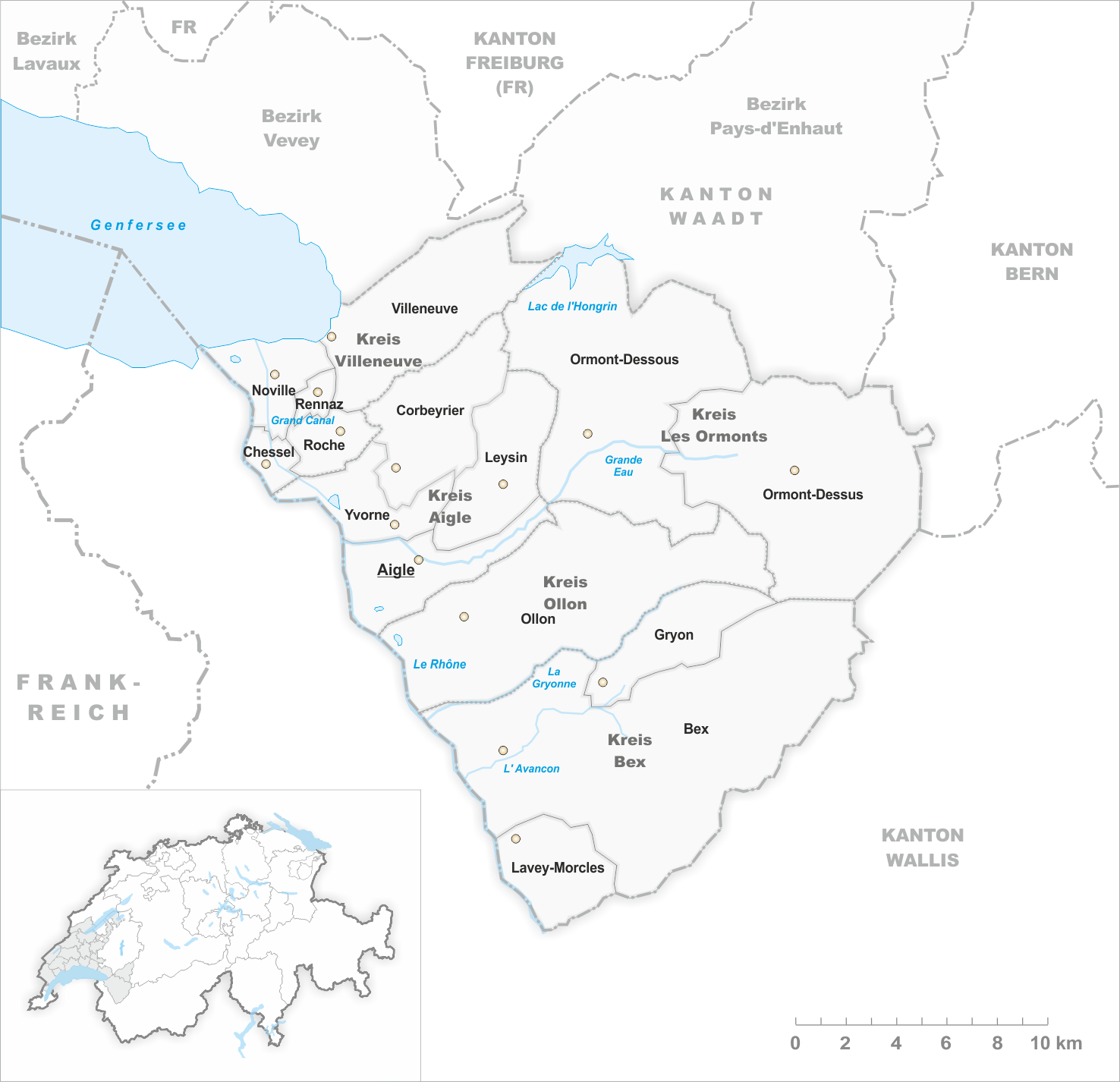
Gemeinden bis September 2006

- 1. Januar 1852: Lavey und Morcles → Lavey-Morcles

Der Bezirk Aigle ist der einzige Bezirk im Kanton Waadt, der auch nach der grossen Reorganisation genau gleich heisst und aus denselben Gemeinden besteht wie seit 1803. Einzige Änderung ist – mit der territorialen Neuaufteilung des Kantons Waadt – die Aufhebung der Kreise im September 2006.